# Typhlodromus coryli
Typhlodromus coryli är en spindeldjursart som beskrevs av Wu och Lan 1991. Typhlodromus coryli ingår i släktet Typhlodromus och familjen Phytoseiidae. Inga underarter finns listade i Catalogue of Life.